# 1762 Russell
Az 1762 Russell (ideiglenes jelöléssel 1953 TZ) a Naprendszer kisbolygóövében található aszteroida. Az Indianai Egyetem fedezte fel 1953. október 8-án.